# Triple 9
Triple 9 es una película estadounidense dirigida por John Hillcoat estrenada en 2016. Está protagonizada por Casey Affleck, Chiwetel Ejiofor, Anthony Mackie, Aaron Paul, Clifton Collins, Jr., Norman Reedus, Teresa Palmer, Michael K. Williams, Gal Gadot, Woody Harrelson y Kate Winslet; y escrita por Matt Cook.

## Argumento
La película trata sobre un grupo de policías corruptos que han sido sobornados para atracar un banco. Para lograrlo, ejecutarán el asesinato de un agente novato para proclamar el código 999, "agente caído", y así mantener distraído al cuerpo de policía mientras ellos realizan el atraco; sin embargo algo saldrá mal.

## Desarrollo
El 12 de agosto de 2010 se anunció que el director John Hillcoat estaba dando vueltas al guion del drama criminal de Matt Cook Triple Nine, el cual Steve Golin pretendía producir. No sería hasta el 21 de mayo de 2012 cuando Hillcoat confirmara su dirección de la película, así como la participación de Nick Cave con la música para la película. El 5 de febrero de 2014, Open Road Films adquirió los derechos de distribución en Estados Unidos para la película, que comenzó el rodaje en verano para su lanzamiento en marzo de 2016.